# Under the Veil
Under the Veil (также известен Under the Veil Acts One-Five) — американский порнографический фильм, выпущенный в 2021 году компанией MissaX. Фильм снят Мэттом Холдером и срежиссирован Рики Гринвудом.

## Сюжет
Действия фильма разворачиваются в 1960-х годах. Cестра Шарлотта (Шарлотта Стокли) пишет книгу о неспособности женщин занять руководящие должности, пытаясь предложить варианты по исправлению проблемы. Духовенство церкви недовольно книгой и это беспокоит мать-настоятельницу (Хелена Лок) у которой роман с Шарлоттой, ведь она переживает что её возлюбленного прогонят из церкви.
Лок лишает зрения сестру Шарлотту и запирает в подвале церкви. Сестра Кенна восхищаясь Шарлоттой находит её в подвале церкви, где получает от неё заметки, по её следующей книге, которую Кенна клянётся помочь написать. Тем временем отец Томми (Томми Пистол), священник, претендует на повышение в иерархии, которого, по мнению матери настоятельницы, она заслуживает больше, поэтому она использует Джеймса, чтобы дразнить его и искушать его запретные желания, надеясь, что он уступит и докажет свою непригодность для этой работы.

## В ролях
В фильме приняли участие:
- Кенна Джеймс — сестра Кенна
- Шарлотта Стокли — сестра Шарлотта
- Томми Пистол — отец Томми
- Хелена Лок — мать-настоятельница
- Эшли Лейн — невеста
- Айден Эшли — литературный агент
- Данте Колле — жених
- Анни Аврора — сестра Елена
- Стив Холмс — архиепископ
- Джейн Уайлд — сестра Джейн
- Лилли Белл — сестра Джейд

## Производство и выпуск
На создание фильма режиссёра подтолкнул фильм «Искушение». 10 августа 2021 был выпущен трейлер. Фильм поделён на 5 актов. 30 сентября 2021 был выпущен фильм, рассказывающий и показывающий весь съемочный процесс. Фильм был переиздан в 2022 году и выложен на веб-сайте Allherluv, фильм был урезан до 154 минут, поскольку были вырезаны всё сцены секса с Данте Колле и Томми Пистолом.

## Список сцен
Всего в фильме 5 сцен.
1. Эшли Лейн и Данте Колле; Шарлотта Стокли и Эйден Эшли[9].
2. Анни Аврора и Томми Пистол; Хелена Лок и Шарлотта Стокли[10].
3. Кенна Джеймс, Томми Пистол и Хелена Лок; Кенна Джеймс и Шарлотта Стокли[11].
4. Джейн Уайлд, Лилли Белл, Томми Пистол[12].
5. Кенна Джеймс, Томми Пистол[13].

## Отзывы
Кристина из AIPdaily оценила первый эпизод на 5 из 5, похвалив режиссёра за «превосходную» работу, а также отметив «великолепную» игру Томми и Хелены. Второй эпизод Кристина оценили на 4,75 отметив что как «бывший» католик она чувствовала себя немного «неловко», оценив игру Кенни Джеймс и её «невинный» вид, который придаёт «большой плюс» картине. Третий эпизод Кристина, как и первый оценила на 5 из 5 отметив приятные сексуальные сцены с Кенной и её «потрясающими» партнёрами. Четвёртый эпизод Кристина оценила как и второй на 4,75 балла, отметив что в данном эпизоде всего одна сцена, в которой Томми получает удовольствие, выразив своё разочарование малым количеством взаимодействий между Джейн и Лилли. Кристина оценила пятый эпизод на 5 баллов, назвав сцену секса самой «страстной» за весь фильм.
Обозревая фильм полностью, Кристина отметила что наличие и смешение жанра порно и религии довольно рискованный в индустрии, отметив негодование публики на подобные.

## Награды и номинации
| Год  | Награда     | Категория                                       | Номинант                    | Результат | Примечания |
| ---- | ----------- | ----------------------------------------------- | --------------------------- | --------- | ---------- |
| 2022 | AVN Award   | Grand Reel                                      | Under the Veil              | Номинация | [ 19 ]     |
| 2022 | AVN Award   | Лучшее художественное направление               | Under the Veil              | Номинация | [ 19 ]     |
| 2022 | AVN Award   | Лучший актер главной роли                       | Томми Пистол                | Победа    | [ 20 ]     |
| 2022 | AVN Award   | Лучшая актриса главной роли                     | Кенна Джеймс                | Победа    | [ 20 ]     |
| 2022 | AVN Award   | Лучший сценарий                                 | Under the Veil              | Номинация | [ 19 ]     |
| 2022 | AVN Award   | Лучший актер второго плана                      | Стив Холмс                  | Номинация | [ 19 ]     |
| 2022 | AVN Award   | Лучшая актриса второго плана                    | Хелена Лок                  | Номинация | [ 19 ]     |
| 2022 | AVN Award   | Лучшая актриса второго плана                    | Шарлотта Стокли             | Номинация | [ 19 ]     |
| 2022 | XBIZ Awards | Художественный фильм года                       | Under the Veil              | Номинация | [ 21 ]     |
| 2022 | XBIZ Awards | Лучшая актерская игра — Главная роль            | Томми Пистол                | Номинация | [ 21 ]     |
| 2022 | XBIZ Awards | Лучшая актерская игра второго плана             | Кенна Джеймс                | Номинация | [ 21 ]     |
| 2022 | XBIZ Awards | Лучшая сексуальная сцена — Художественный фильм | Кенна Джеймс и Томми Пистол | Номинация | [ 21 ]     |
| 2022 | XBIZ Awards | Лучший сценарий                                 | Under the Veil              | Номинация | [ 21 ]     |
| 2022 | XBIZ Awards | Лучшая операторская работа                      | Under the Veil              | Номинация | [ 21 ]     |
| 2022 | XBIZ Awards | Лучшее художественное направление               | Under the Veil              | Номинация | [ 21 ]     |
| 2022 | XRCO Award  | Лучшая актриса                                  | Кенна Джеймс                | Номинация | [ 22 ]     |